# Landkreis Eilenburg
Der Landkreis Eilenburg war vom 17. Mai 1990 bis zum 1. August 1994 ein Landkreis im Freistaat Sachsen.

## Geschichte
Der Landkreis Eilenburg entstand am 17. Mai 1990 durch ein Gesetz aus dem Kreis Eilenburg. Bei der Kreisreform am 1. August 1994 wurde der Landkreis aufgelöst und größtenteils in den neuen Landkreis Delitzsch eingegliedert, welcher seinerseits nach der Kreisreform am 1. August 2008 in den Landkreis Nordsachsen eingegliedert wurde. Die Gemeinden Audenhain und Mockrehna kamen dagegen zum neuen Landkreis Torgau-Oschatz. Die letzte Tagung des Kreistages Eilenburg fand am 27. Mai 1994 statt.

## Geographie
Der Landkreis lag an der Mulde und hatte an der Dübener Heide Anteil.
| Landkreis Bitterfeld | Landkreis Wittenberg                        |                  |
| Landkreis Delitzsch  | Kompassrose, die auf Nachbargemeinden zeigt | Landkreis Torgau |
| Landkreis Leipzig    | Landkreis Wurzen                            |                  |

## Bevölkerung

### Einwohnerzahl
Die Einwohnerzahl des Landkreises Eilenburg lag am 3. Oktober 1990 bei gut 50.220. Der Anteil der weiblichen Bevölkerung überwog mit etwa 26.000 leicht gegenüber dem männlichen Anteil, der bei etwa 24.500 lag. Ende 1993 umfasst die Wohnbevölkerung nur noch 48.877.

### Erwerbstätigkeit
| Arbeitsplatzverteilung 1990               | Arbeitsplatzverteilung 1990 |
| ----------------------------------------- | --------------------------- |
| Gesamt                                    | 25.300                      |
| Industrie                                 | 5.300                       |
| Bauwesen                                  | 1.800                       |
| Land-, Forst- und Nahrungsgüterwirtschaft | 6.400                       |
| Verkehrs-, Post- und Fernmeldewesen       | 1.400                       |
| Handel                                    | 2.100                       |
| Gesundheits- und Sozialwesen              | 1.700                       |
| Bildung                                   | 1.700                       |
| Sonstige                                  | 4.900                       |

Der Landkreis Eilenburg hatte bis 1990 nahezu Vollbeschäftigung. Im September 1991 lag die Arbeitslosenquote bereits bei etwa 16 Prozent.

## Bevölkerungsdaten der Städte und Gemeinden
Bevölkerungsübersicht aller 31 Gemeinden des Kreises, die 1990 in das wiedergegründete Land Sachsen kamen.
| AGS      | Gemeinde            | Einwohner  | Einwohner  | Fläche (ha) |
| AGS      | Gemeinde            | 03.10.1990 | 31.12.1990 | 31.12.1990  |
| 14023010 | Audenhain           | 1.096      | 1.101      | 2.047       |
| 14023020 | Authausen           | 553        | 550        | 1.254       |
| 14023030 | Battaune            | 364        | 366        | 1.106       |
| 14023040 | Doberschütz         | 1.141      | 1.131      | 1.226       |
| 14023050 | Bad Düben, Stadt    | 8.789      | 8.744      | 2.243       |
| 14023070 | Eilenburg, Stadt    | 20.853     | 20.688     | 3.235       |
| 14023090 | Glaucha             | 338        | 339        | 941         |
| 14023110 | Gotha               | 384        | 370        | 1.129       |
| 14023160 | Hohenprießnitz      | 942        | 939        | 1.071       |
| 14023170 | Jesewitz            | 1.040      | 1.028      | 1.404       |
| 14023180 | Kospa-Pressen       | 723        | 728        | 1.449       |
| 14023190 | Kossa-Durchwehna    | 789        | 787        | 3.210       |
| 14023200 | Krippehna           | 496        | 518        | 1.636       |
| 14023210 | Laußig              | 2.530      | 2.516      | 2.654       |
| 14023220 | Liemehna            | 564        | 553        | 1.474       |
| 14023230 | Mockrehna           | 1.710      | 1.690      | 3.054       |
| 14023250 | Mörtitz             | 665        | 665        | 1.226       |
| 14023260 | Naundorf            | 761        | 728        | 1.608       |
| 14023270 | Paschwitz           | 539        | 538        | 1.590       |
| 14023280 | Pehritzsch          | 389        | 389        | 1.219       |
| 14023290 | Pressel             | 1.052      | 1.047      | 2.890       |
| 14023320 | Schnaditz           | 287        | 285        | 814         |
| 14023330 | Schöna              | 320        | 322        | 691         |
| 14023340 | Sprotta             | 873        | 865        | 1.077       |
| 14023350 | Strelln             | 539        | 533        | 888         |
| 14023360 | Tiefensee           | 294        | 289        | 1.279       |
| 14023380 | Wellaune            | 238        | 235        | 209         |
| 14023390 | Wildenhain          | 473        | 467        | 2.274       |
| 14023400 | Wildschütz          | 418        | 420        | 540         |
| 14023410 | Wöllnau             | 318        | 315        | 1.753       |
| 14023430 | Zschepplin          | 742        | 739        | 1.743       |
| 14023000 | Landkreis Eilenburg | 50.220     | 49.885     | 48.937      |

## Gebietsveränderungen
Die Anzahl der Gemeinden verringerte sich von 31 auf 27.
- Auflösung der Gemeinde Wellaune – Eingliederung nach Bad Düben (20. Dezember 1992)
- Zusammenschluss der Gemeinden Gotha, Jesewitz, Liemehna und Pehritzsch zur neuen Gemeinde Jesewitz (1. März 1994)

## Verkehr
Durch den Landkreis verliefen neben den Bundesstraßen 2, 87, 107 und 183 auch die Bahnstrecken Leipzig–Eilenburg und Halle–Cottbus, Pretzsch–Eilenburg und Wurzen–Eilenburg. 1990 gab es in den Grenzen Landkreises Eilenburg zwölf Personenbahnhöfe. Der Bahnhof Eilenburg war Halt von Schnellzügen und später Interregio-Zügen.